# Los ojos de la ley
Los ojos de la ley (título original: Terminal Justice) es una película canadiense de acción, ciencia ficción y suspenso de 1996, dirigida por Rick King, escrita por Frederick Bailey y Wynne McLaughlin, musicalizada por Michael Hoenig, en la fotografía estuvo Chris Holmes Jr. y los protagonistas son Lorenzo Lamas, Chris Sarandon y Peter Coyote, entre otros. El filme fue realizado por Optix Digital Pictures y Spectacor Films, se estrenó el 1 de abril de 1996.

## Sinopsis
En el 2008 el cibersexo solamente puede ser superado por una cosa, mujeres clonadas. Esto coloca en un gran riesgo a Pamela Travis, una destacada del cibersexo. El Dr. Vivyan, quiere clonar su ADN para la gran cantidad de clientes que ella tiene. El sargento Bobby Chase está designado para mantenerla a salvo, pero no logra impedir que la rapten. Para poder librar a Pamela, Chase tiene que poner en riesgo su vida en un juego a muerte de realidad virtual conocido como "Hellraiser".